# Valhalla88
Valhalla88, Valhalla 88 o Nazi Sul88/Valhalla, fou un lloc web brasiler de contingut neonazi creat el 1997 per Marcelo Valle Silveira Mello. Considerat el major web neonazi del Brasil i un dels més grans del món en l'àmbit del revisionisme històric d'ideologia nazi, va ser clausurat per la Policia Federal brasilera el 2007. Entre 2004 i 2005, va ser investigat per les autoritats brasileres amb el suport d'Interpol. El 2006, va passar a un domini propi amb el nom Valhalla88 i va ser tancat l'any següent. Mello va ser condemnat per diversos delictes, incloent-hi racisme i amenaces terroristes, i compleix una pena de 41 anys de presó.